# 수단 III
수단 III(Sudan III)는 지용성 아조 화합물이다.